# O.R.O.
Gli O.R.O. (acronimo di Onde Radio Ovest) sono un gruppo musicale italiano originario di Firenze, formatosi nel 1993.

## Storia del gruppo
La loro prima formazione ebbe luogo attorno ad un nucleo di turnisti, tra i più richiesti in quel periodo, negli studi di registrazione italiani: Alfredo Golino alla batteria, Cesare Chiodo al basso e Mario Manzani alla chitarra. Provenienti da precedenti esperienze discografiche, questi musicisti costituivano dal 1990 il centro del gruppo di accompagnamento di Marco Masini, in quel momento all'apice della notorietà.
Avendo lavorato spesso con diversi artisti del calibro di Giancarlo Bigazzi, Raf, Umberto Tozzi, Marco Masini, Aleandro Baldi venivano accostati alla così detta "Scuola Fiorentina".
Sulla falsariga degli Stadio (band di supporto di Lucio Dalla) ai tre musicisti venne l'idea di costituire un proprio organico autonomo e dal 1993 cominciarono a preparare un proprio repertorio e selezionare gli altri membri della formazione. A questi musicisti si aggiunsero successivamente Mauro Mengali alla voce e alle tastiere, e l'esordiente Valerio Zelli alla voce. 
Nel 1994 gli O.R.O. ottennero un contratto con la casa discografica Sugar Music di Caterina Caselli, che pubblicò il loro primo singolo dal titolo L'amore è.
Questo brano ottenne riscontri incoraggianti; da esso venne tratto un video la cui direzione venne affidata ad Armando Gallo, già fotografo dei Genesis.
Nel frattempo il quintetto degli O.R.O. si trovò pronto per la realizzazione dell'album di debutto, dal titolo Vivo per..., pubblicato nel gennaio 1995; l'omonimo brano riscosse un enorme successo sia a livello nazionale che internazionale, anche grazie all'interpretazione di Andrea Bocelli che lo incise in coppia con Giorgia; tuttavia quest'ultima versione venne modificata in Vivo per lei e il testo fu completamente riadattato da Luigi "Gatto" Panceri.
Nello stesso anno il gruppo partecipò a Sanremo Giovani 1995 presentando proprio il brano Vivo per..., che si piazzò al primo posto.
Nel 1996 venne pubblicato il secondo album dal titolo Con tutto il cuore... e, avendo appena vinto Sanremo Giovani 1995, la band fu invitata a partecipare (di diritto) alla 46ª edizione del Festival di Sanremo 1996.
Il neo sestetto degli O.R.O. (che nel frattempo aveva reclutato il pianista/tastierista Bruno Zucchetti), alla vigilia del festival testé citato, risultò tra i favoriti della sezione nuove proposte. Alla fine del festival il brano Quando ti senti sola si posizionò al quarto posto della classifica.
Nel 1997 venne pubblicato il terzo album dal titolo "3".  L'origine di questo titolo è da ricercarsi nel fatto che la band si era ridotta a tre elementi dopo che Golino, Chiodo e Zucchetti avevano lasciato la formazione.
Con la canzone Padre nostro, scritta in collaborazione con Enrico Ruggeri, il trio partecipò al Festival di Sanremo 1997 nella sezione "Campioni". Il brano in questione si classificò al 6º posto.
Dopo alcuni anni di inattività e un riassetto dell'organico, nel 2004 la band pubblicò il suo quarto album dal titolo Liberi. Negli anni a venire, pur proseguendo la sua attività concertistica, il sodalizio non ha più trovato quella stabilità degli esordi. I due cantanti Zelli e Mengali, unici reduci della formazione originaria, hanno proseguito l'attività fino al 2019 proponendo il repertorio della formazione storica e collaborando con musicisti esterni per gli spettacoli dal vivo.

## Formazione

### Ultima
- Valerio Zelli  - voce
- Mauro Mengali - voce e tastiera

### Ex componenti
- Mario Manzani - chitarra
- Cesare Chiodo  - basso elettrico
- Alfredo Golino  - batteria
- Bruno Zucchetti  - pianoforte e tastiere (Presente solo nell'album Con tutto il cuore...)

## Discografia

### Album in studio
- 1995 - Vivo per...
- 1996 - Con tutto il cuore...
- 1997 - 3
- 2004 - Liberi

### Raccolte
- 2000 - The best of Oro